# 독일 긴급조치법
《독일 긴급조치법》(독일어: Notstandsgesetze)은 사회 불안을 조장하는 사건에 대해 국가가 비상대권을 갖는다는 내용을 담은 독일의 법률이다. 이 법률은 연방 정부가 자연 재해, 봉기, 전쟁과 같은 국가의 위기 상황에서 행동할 수 있도록 규정한 비상 조항을 추가한 것이 특징이다.

## 역사
1968년 5월 30일에 독일 사회민주당과 독일 기독교민주연합 간의 제1차 대연정 당시에 채택되었으며 《독일연방공화국 기본법》의 제17차 개정에 해당된다. 하지만 법률 개정 당시에는 독일 연방의회(서독 연방의회)의 거센 반대에 직면했다. 《긴급조치법》의 통과가 진행되던 동안에는 자유민주당, 독일 학생 운동, 위기의 민주주의(Notstand der Demokratie), 서독 각지의 노동조합들이 《긴급조치법》 반대 운동을 전개했다.
《독일연방공화국 기본법》에 긴급조치 조항을 포함시킨 것은 제2차 세계 대전 종전 이후에 서방권 진영에 속해 있던 연합국인 미국, 영국, 프랑스가 서독(독일 연방 공화국)에 완전한 주권을 이양하기 위해 부과한 하나의 조건이었다. 이는 서독에 주둔하고 있는 연합국 군대의 안전을 보장하기 위한 조치였다. 《바이마르 헌법》 제48조와 관련된 부정적인 경험으로 인해 《독일연방공화국 기본법》에는 처음에 폭동, 반란과 같은 위기에 관한 조항이 포함되지 않았다. 하지만 1955년에 《독일연방공화국 기본법》에 명시된 방어에 관한 조항이 개정되면서 외부의 공격으로부터의 방어가 가능해졌다.
《긴급조치법》의 첫 번째 계획은 1958년에 서독 내무부에 의해 제시되었고 1960년, 1963년에는 더 많은 계획이 공개되었다. 이들 초안에는 집행부의 권한 연장 조항이 포함되어 있었지만 서독 연방의회에서 법률 가결에 필요한 과반수의 표를 얻지 못했다. 대연정은 서독 연방의회에서 법률 가결에 필요한 2/3 이상의 의석을 확보한 이후에 긴급조치법이 절대적으로 필요하다고 판단했다. 주요 목적은 바이마르 공화국 시대에 일어난 법률의 오용을 막기 위한 것이었다.
연합국 관리 이사회는 1968년 5월 27일에 공개된 성명을 통해 서독 연방의회가 《긴급조치법》을 가결할 경우에는 자신들이 관리(Vorbehaltsrecht)의 권리를 포기할 것이라고 선언했다. 1968년 5월 30일에는 자유민주당이 서독 연방의회의 원내정당에서는 유일하게 《긴급조치법》 반대 의사를 표명했으며 대연정 소속 의원 54명 또한 반대표를 던졌다. 1968년 6월 28일에 《긴급조치법》이 시행되면서 연합국 군대가 1949년 9월 21일부터 서독을 점령한 상태에서 갖고 있던 특수한 권한이 소멸되었다.

## 내용
《독일 긴급조치법》은 다음과 같은 내용을 명시하고 있다.
- 외부의 공격으로부터 방어할 권리를 보장함 (《독일연방공화국 기본법》 제20조 제4항)
- 비상 사태에 대응하기 위한 차원에서 《독일연방공화국 기본법》에서 명시된 국민의 기본권을 제한함
- 전쟁에 대응하는 방어 상황에서 독일 연방의회를 소집할 수 없는 경우에는 공동위원회(전체 의원 가운데 2/3는 연방의회 의원, 1/3는 연방상원 의원으로 구성됨)가 독일 연방상원의 기능을 대신함
- 공동위원회는 《독일연방공화국 기본법》을 개정할 수 없음
- 자유민주주의 헌법 질서를 수호하기 위해 통신과 우편의 비밀을 제한함 (《독일연방공화국 기본법》 제10조)
- 자연재해 상황에서는 연방경찰, 연방방위군도 출동할 수 있도록 규정함 (《독일연방공화국 기본법》 제35조)
- 독일을 구성하는 1개 이상의 주에서 재난이 일어난 경우에는 독일 연방 정부가 주 정부에게 지시를 내릴 수 있도록 규정함

## 같이 보기
- 독일의 역사
- 독일의 내각제